# Drupi
Drupi, właśc. Giampiero Anelli (ur. 10 sierpnia 1947 w Pawii) – włoski piosenkarz.

## Życiorys
Z zawodu hydraulik, w latach 60. jako nastolatek występował w amatorskich zespołach, naśladujących The Beatles i Adriano Celentano. Karierę solową rozpoczął na początku lat 70. Wystąpił na Festiwalu Piosenki Włoskiej w San Remo w 1973 z piosenką Vado Via, z którą zajął ostatnie, 32. miejsce. Jednak piosenkę zakupiło wydawnictwo muzyczne Ricordi i w tym samym roku wydało ją na singlu. Piosenka stała się przebojem i była codziennie prezentowana przez Radio Monte Carlo oraz rozgłośnię Europe 1. Francuski oddział RCA Victor wydał płytę, która osiągnęła w ciągu lata 1973 nakład 200 000 sprzedanych egzemplarzy. Wkrótce Drupi zaczął być znany i modny za granicą (mniej we Włoszech). Miesięcznik muzyczny „Musica e Dischi” wybrał Drupiego „piosenkarzem roku 1975”, a jego piosenki prezentowane w telewizyjnym plebiscycie „Festivalbar” zajmowały czołowe miejsca list przebojów. W 1975 piosenka Piccola e fragile, w 1976 roku Due i Sambario, w 1977 Come va, w 1978 Provincia, w 1979 Buona notte, w 1980 Sera.
Pod koniec lat 70. cieszył się bardzo dużą popularnością w Polsce, której szczyt przypadł na 1978 rok, kiedy wystąpił na festiwalu w Sopocie z przebojem Sereno é.
6 sierpnia 2013 wydano dwupłytowy album Ho sbagliato secolo. Na pierwszej płycie znajdują się nowe piosenki, natomiast druga to zestaw największych przebojów Drupiego.

## Dyskografia
- 1973 – Vado via
- 1974 – Sereno è…
- 1975 – Due
- 1976 – La visiera si stacca e si indossa
- 1977 – Di solito la gente mi chiama Drupi
- 1978 – Provincia (Real Music, RM 18000)
- 1979 – E grido e vivo e amo
- 1981 – Drupi (Polskie Nagrania „Muza”), SX-1870)
- 1983 – Canta
- 1985 – Un passo (WEA)
- 1989 – Drupi
- 1990 – Avanti
- 1992 – Amica mia[2]
- 1993 – Maiale
- 1995 – Voglio una donna
- 1996 – The best of Drupi
- 1997 – Bella e strega
- 2000 – Drupi best Europa
- 2004 – Buone notizie
- 2007 – Fuori target
- 2013 – Ho sbagliato secolo